# Villers-en-Ouche
Villers-en-Ouche és un municipi francès situat al departament de l'Orne i a la regió de Normandia. L'any 2007 tenia 344 habitants.

## Demografia

### Població
El 2007 la població de fet de Villers-en-Ouche era de 344 persones. Hi havia 156 famílies de les quals 48 eren unipersonals (12 homes vivint sols i 36 dones vivint soles), 56 parelles sense fills, 44 parelles amb fills i 8 famílies monoparentals amb fills.
La població ha evolucionat segons el següent gràfic:
Habitants censats

### Habitatges
El 2007 hi havia 218 habitatges, 153 eren l'habitatge principal de la família, 51 eren segones residències i 14 estaven desocupats. 205 eren cases i 10 eren apartaments. Dels 153 habitatges principals, 112 estaven ocupats pels seus propietaris, 37 estaven llogats i ocupats pels llogaters i 4 estaven cedits a títol gratuït; 6 tenien dues cambres, 26 en tenien tres, 45 en tenien quatre i 77 en tenien cinc o més. 142 habitatges disposaven pel capbaix d'una plaça de pàrquing. A 76 habitatges hi havia un automòbil i a 60 n'hi havia dos o més.

### Piràmide de població
La piràmide de població per edats i sexe el 2009 era:
| Homes | Edats   | Dones |
| ----- | ------- | ----- |
| 0     | 95 o +  | 0     |
| 0     | 90 a 94 | 0     |
| 4     | 85 a 89 | 4     |
| 8     | 80 a 84 | 4     |
| 0     | 75 a 79 | 20    |
| 12    | 70 a 74 | 4     |
| 12    | 65 a 69 | 28    |
| 20    | 60 a 64 | 12    |
| 0     | 55 a 59 | 4     |
| 8     | 50 a 54 | 8     |
| 4     | 45 a 49 | 0     |
| 8     | 40 a 44 | 4     |
| 20    | 35 a 39 | 12    |
| 12    | 30 a 34 | 8     |
| 12    | 25 a 29 | 4     |
| 12    | 20 a 24 | 8     |
| 8     | 15 a 19 | 4     |
| 20    | 10 a 14 | 4     |
| 4     | 5 a 9   | 4     |
| 8     | 0 a 4   | 0     |

## Economia
El 2007 la població en edat de treballar era de 181 persones, 138 eren actives i 43 eren inactives. De les 138 persones actives 130 estaven ocupades (71 homes i 59 dones) i 8 estaven aturades (3 homes i 5 dones). De les 43 persones inactives 23 estaven jubilades, 7 estaven estudiant i 13 estaven classificades com a «altres inactius».

### Ingressos
El 2009 a Villers-en-Ouche hi havia 152 unitats fiscals que integraven 342,5 persones, la mediana anual d'ingressos fiscals per persona era de 15.495 €.

### Activitats econòmiques
Dels 17 establiments que hi havia el 2007, 1 era d'una empresa alimentària, 2 d'empreses de fabricació d'altres productes industrials, 3 d'empreses de construcció, 4 d'empreses de comerç i reparació d'automòbils, 1 d'una empresa d'hostatgeria i restauració, 1 d'una empresa immobiliària, 2 d'empreses de serveis, 2 d'entitats de l'administració pública i 1 d'una empresa classificada com a «altres activitats de serveis».
Dels 3 establiments de servei als particulars que hi havia el 2009, 2 eren lampisteries i 1 empresa de construcció.
Dels 4 establiments comercials que hi havia el 2009, 1 era una botiga de més de 120 m², 1 una botiga de menys de 120 m², 1 una sabateria i 1 una botiga de material de revestiment de parets i terra.
L'any 2000 a Villers-en-Ouche hi havia 27 explotacions agrícoles que ocupaven un total de 1.066 hectàrees.

## Equipaments sanitaris i escolars
El 2009 hi havia una escola elemental integrada dins d'un grup escolar amb les comunes properes formant una escola dispersa.

## Poblacions més properes
El següent diagrama mostra les poblacions més properes.